# Federación Francesa de Ciclismo
La Federación Francesa de Ciclismo, también conocida como FFC, (en francés: Fédération Française de Cyclisme) es el máximo cuerpo rector del ciclismo de competición en Francia.
La FFC es miembro de la Unión Ciclista Internacional -UCI- y de la Unión Europea de Ciclismo -UEC-. El actual presidente es Michel Callot desde el año 2017.

## Historia
La Union Vélocipédique Française -UVF- fue la predecesora de la FFC. Fue fundada el 6 de febrero de 1881 en París, concretamente en el café Le Marengo, por delegados de diez clubes ciclistas. En ese mismo día, estos diez delegados habían decidido también crear un campeonato nacional que consistiese en una carrera de 10 kilómetros. El primer presidente fue el parisino Paul Devilliers. Desde su fundación, la UVF admitió a todos los ciclistas profesionales. La UVF fue reformada el 20 de diciembre de 1940, cuando pasó a conocerse como la Fédération Française de Cyclisme.
En febrero de 2009, David Lappartient resultó elegido para dirigir el organismo por un periodo de cuatro años. Asimismo, fue reelegido de nuevo en febrero de 2013. Desde el año 2017 el actual presidente es Michel Callot quien reemplazo a David Lappartient quien en la actualidad se desempeña como presidente de la Unión Ciclista Internacional.

## Lista de presidentes
- Dr Louis Zwahlen (1941)
- César Banino (1942-1943)
- Roger Mequillet (1944)
- Achille Legros (1944-1945)
- Achille Joinard (1945-1957)
- Louis Doreau (1957-1960)
- Louis Daugé (1960-1966)
- Fernand Clerc (1966-1968)
- Ulysee Suant (1969-1972)
- Olivier Dussaix (1973-1978)
- Germain Simon (1979-1988)
- François Alaphilippe (1989-1992)
- Daniel Baal (1993-2000)
- Jean Pitallier (2001-2008)
- David Lappartient (2009-2017)
- Michel Callot (2017 - presente)